# Claude Bourgelat
Claude Bourgelat (27 de marzo de 1712-3 de enero de 1779) fue un abogado  francés.
Bourgelat nació en Lyon. Fue fundador de institutos de enseñanza superior de veterinaria en Lyon en 1762, y después en Maisons-Alfort. Puede ser considerado como el fundador de la Hippiatrica (medicina de caballos) en Francia.

## Historia
Claude Bourgelat nació en Lyon el 27 de marzo de 1712. Hijo de un notable Lionés (Pierre Bourgelat, oficial del gobierno desde 1707), pierde a su padre a la edad de 7 años y a su madre a los 11 años.
Fue miembro de la Academia de las Ciencias Francesa y de la Academia Prusiana de las Ciencias.
En 1761, publicó Eléments de l’art vétérinaire, obra fundadora de una verdadera medicina veterinaria científica. El mismo año, es nombrado director de la recién creada Escuela Nacional Veterinaria de Lyon (la escuela todavía lleva su nombre hoy en día). En 1765 fundó la Escuela Veterinaria de Alfort .
Bourgelat también ha contribuido a L'Encyclopédie, volúmenes IV, V, VI et VII.

## Obras
- Traité de la cavalerie
- Eléments d’hippiatrique, ou nouveaux principes, etc. (Lyon, 1750-1753, 3 volumes in-42)
- Eléments de l’art vétérinaire (1761)
- Anatomie comparée du cheval, du bœuf et du mouton (Paris, 1766, in-8)
- Matière médicale raisonnée, etc. (Lyon, 1765, in-4)
- Traité de la conformation extérieure du cheval, de sa beauté et de ses défauts (Paris, 1769, in-8)
- Mémoire sur les maladies contagieuses du bétail (Paris, 1775, in-4)
- Règlement sur les écoles vétérinaires de France (Paris, 1777, in-8).